# 歐倫伯爵曼努埃爾王子
葡萄牙的曼紐王子（葡萄牙語：Manuel de Bragança, Infante de Portugal，1697年8月3日—1766年8月3日），歐倫伯爵，葡萄牙國王佩德羅二世的幼子。
波蘭王位繼承戰爭期間，曼紐王子一度被俄奧兩國考慮為波蘭國王與立陶宛大公的人選，但最終由奧古斯特三世當選。